# Rey Tai de Zhou
El Rey Tai de Zhou (Chino: 周 太 王, p Zhōu Tàiwáng, lit. "Supremo Rey de Zhou") fue una legendaria figura de la Dinastía Shang a la cual se le atribuye haber creado el Ducado de Zhou en el Valle Wei. Su bisnieto  Fa lo convirtió en el Reino de Zhou.

## Nombre
Rey Supremo fue un nombre póstumo más tarde dado por sus descendientes. Nunca usó el título de Rey durante su propia vida.Fue más tarde reconocido como el  Viejo Duque Danfu (古 公 亶 父, Gǔgōng Dǎnfù), por ejemplo, en sus apariciones en el Libro de canciones. Ya que perteneció al linaje real Ji (姬) esto causó que a veces se refirieran a él como Ji Danfu en los textos modernos ; sin embargo , Danfu por sí mismo signifique otro título póstumo como "Padre verdadero"  o   "Ancestro" .

## Historia
En los himnos de las familias grabado en el Libro de Canciones, la familia de Ji es rastreada desde el nacimiento milagroso del héroe cultural de la dinastía Xia y oficial de la corte Houji causada por su madre siguiendo paso a paso una huella dejada por el Dios Supremo Shangdi. Los registros del gran historiador. en su lugar hacen de Houji un hijo del emperador Ku, conectando su familia al emperador amarillo lo que a veces también hace que se le dé el apellido Zhous.
Sima Qian, registra que el hijo de Houjis Buzhu abandonó la vida de corte y su feudo de Tai, aparentemente para seguir la vida nómada de las tribus Rong y  Di  alrededor de Xia. Su hijo Ju continuó esto antes de que el  Duque Liu asentara su gente en un lugar llamado Bin. Los gobernantes de Bin son listados como Qing (姬慶), Huangpu (姬皇仆), Chaifu (姬差弗), Huiyu (姬毀隃), Duke Fei (姬公非), Gaoyu (姬高圉), Yayu (姬亞圉), y  Duque Tío Zulei (公叔祖類).
La prosperidad de Bin condujo a ataques de los Xunyu, Hunyu, o  Di. Después de cuatro intentos de comprarlos fallidos, el viejo Duque se negó a conducir a su pueblo a la batalla, pero en cambio trasladó su familia a los pies del Monte Qishan en el Valle de Wei. Después de encontrar su elección confirmada por sus huesos oraculares, las otras personas que habían vivido en Bin dejaron las cuevas y chozas habían huido y lo siguieron, erigiendo una nueva ciudad con un palacio formal, Templo ancestral, y altar. El rápido éxito de este asentamiento condujo a que las tribus vecinas a  Yu y Rui se unieran a Zhou, en vez de atacarlo.
Danfu más tarde fue acreditado con gran parte del crecimiento de los Zhou, recibiendo un himno entre las grandes odas del Libro de las canciones y la  "Canción del Monte Qi", una melodía para cítara supuestamente compuesta por el Duque de Zhou. En los registros chinos tradicionales, se consideraba que él mismo creó el estado de Zhou, a veces tomando un nombre indígena para su nuevo asentamiento a lo largo del Wei. De hecho, las excavaciones modernas de los huesos oraculares de Shang han encontrado referencias a un Zhou al menos un siglo antes que el reinado de Wu Ding. Los Zhou previos parece haber estado bien alejados de los lugares tradicionales para Bin, así, líderes académicos para postular una migración más occidental desde Shanxi.

## Posteridad
Por su esposa, la Señora Jiang, el Viejo Duque Danfu fue nombrado como el padre de Taibo, Zhongyong, y de  Jili. Zhongyong es sindicado como el ancestro de los Reyes de Wu; Jili, de los Reyes de Zhou. Más tarde, Taibo fue aclamado por Japón también.